# Літопис подій у Південній Русі
Літопис подій у Південній Русі — латиномовний твір львівського каноніка Яна Юзефовича (1624— 1700), написаний для кармелітського монастиря (повна назва — «Літопис подій у Південній Русі львівського каноніка Яна Юзефовича»).
Повна оригінальна назва: «Annalium urbis Leopoliensis tomus extravagans, juris publici et privati, revolutiones in regno et contingentia, praesertim in provinciis Russiae, ecclesiastica et civilia, bona et mala, prospera et adversa, casus et eventus varios variorum in variis rebus, personis et materiis enuntians, orbita temporum et fortunae rotatos, periodo autem satis rotunda antea perillustris admodum reverendi domini Joannis-Thomae Josephowicz, canonici cathedralis Leopoliensis, evolutos, nunc cura et labore admodum reverendi patris, sanctae theologiae magistri et domini, Veleriani Gruszczynski, definitoris provinciae, prioris conventus junioris Leopoliensis carmelitarum, in novum exemplar reproductos et ordinatos, cum additione indicis copiosi contentorum, ad calamum amanuensis religiosi ejusdem ordinis novitii porrectus, pro usu carmelitarum, ad eruditionem, notitiam et memoriam posterorum datus anno salutis nostrae 1769 in eodem conventu generali Leopoliensi carmelitarum A. R. O.».
Повний текст Літопису Я.Юзефовича у рукописній копії первинного списку зберігається у Польщі. Українські вчені вживають заходів щодо удоступнення цього тексту для вітчизняної науки.
Переклад понад 100 сторінок тексту, виданого і упорядкованого В.Антоновичем, здійснила протягом 2008—2009 Людмила Шевченко-Савчинська. Уривки перекладу викладені в мережі Інтернет, планується друковане видання. Це перший україномовний і другий у світі (після перекладу польською наприкінці 19 ст.) переклад латиномовного літопису Яна Юзефовича. Проте польськомовний переклад, за висновками фахівців, містить низку перекручень або неточностей, які суттєво змінюють його зміст.
Ключовою подією літопису є Визвольна війна під проводом Богдана Хмельницького. На думку П.Борека, Я.Юзефович — «один із небагатьох авторів старопольського періоду, хто здобувся на об'єктивізм в описі причин козацького зриву 1648 р.». Наскільки видатне це досягнення, можна судити, по-перше, з того, що історик мусив виступати на боці офіційної ідеології, навіть не бувши свідком описаних драматичних подій — адже їхні наслідки ще давалися державі взнаки; по-друге, ту війну зазвичай описували з обох боків (українського та польського) як явище апокаліптичного характеру, якому, за словами Н.Яковенко, мали відповідати прикмети «кінця часів»: нелюдські злочини, блюзнірство, моторошні візії загальної загибелі, незвичайні кари тощо.
Автор детально описує характер і звичаї тогочасних діячів, часто посилаючись на праці Коховського або «гідних віри наших старших» — очевидців-львів'ян.